# Lophiodes
Lophiodes là một chi cá trong họ cá vảy chân Lophiidae thuộc bộ cá vảy chân.

## Các loài
Hiện hành các loài sau đây được ghi nhận:
- Lophiodes beroe J. H. Caruso, 1981
- Lophiodes bruchius J. H. Caruso, 1981
- Lophiodes caulinaris Garman, 1899 (Spottedtail angler)
- Lophiodes endoi H. C. Ho & K. T. Shao, 2008 [1]
- Lophiodes fimbriatus Saruwatari & Mochizuki, 1985
- Lophiodes gracilimanus Alcock, 1899
- Lophiodes insidiator Regan, 1921 (Natal angler)
- Lophiodes iwamotoi H. C. Ho, Séret & K. T. Shao, 2011 (Long-spine angler) [2]
- Lophiodes kempi Norman, 1935 (Longspine African angler)
- Lophiodes maculatus H. C. Ho, Séret & K. T. Shao, 2011 (Spotted angler) [2]
- Lophiodes miacanthus C. H. Gilbert, 1905
- Lophiodes monodi Y. Le Danois, 1971
- Lophiodes mutilus Alcock, 1894 (Smooth angler)
- Lophiodes naresi Günther, 1880 (Goosefish)
- Lophiodes reticulatus J. H. Caruso & Suttkus, 1979 (Reticulated goosefish)
- Lophiodes spilurus Garman, 1899 (Threadfin angler)
- Lophiodes triradiatus Lloyd, 1909 (Shortspine goosefish) [3]